# Cult (série télévisée)
Pour les articles homonymes, voir Cult (homonymie).
Ne doit pas être confondu avec Culte (série télévisée).
Cult est une série télévisée américaine en treize épisodes de 42 minutes créée par Rockne S. O'Bannon dont seulement sept épisodes ont été diffusés entre le 19 février et le 5 avril 2013 sur The CW et en simultané sur CTV Two au Canada. Les six épisodes restants sont diffusés en rafale à partir du 28 juin 2013.
Cette série est inédite dans tous les pays francophones.

## Synopsis
La série suit le parcours de Jeff (Matthew Davis), journaliste d’investigation qui tient un blog, et de Skye (Jessica Lucas), assistante de production sur une série télévisée policière à succès : Cult. Ils enquêtent sur des fans qui semblent vouer un authentique culte à la série, au point de commettre dans la réalité des répliques des crimes commis dans la série.

## Distribution

### Acteurs principaux
- Matthew Davis : Jeff Sefton
- Jessica Lucas : Skye Yarrow
- Alona Tal : Marti Gerritsen/Kelly Collins
- Robert Knepper : Roger Reeves/Billy Grimm

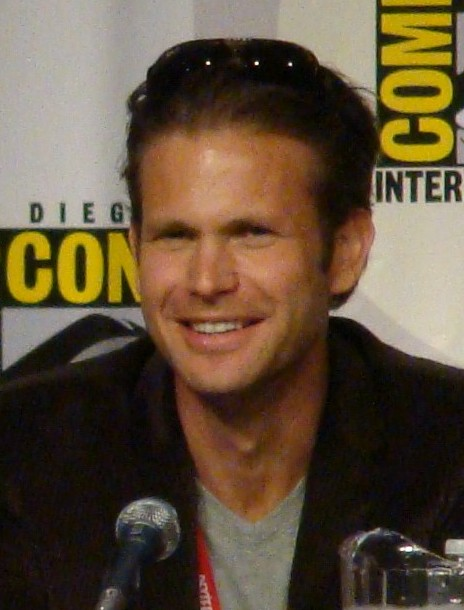
Matthew Davis, interprète de Jeff Sefton.
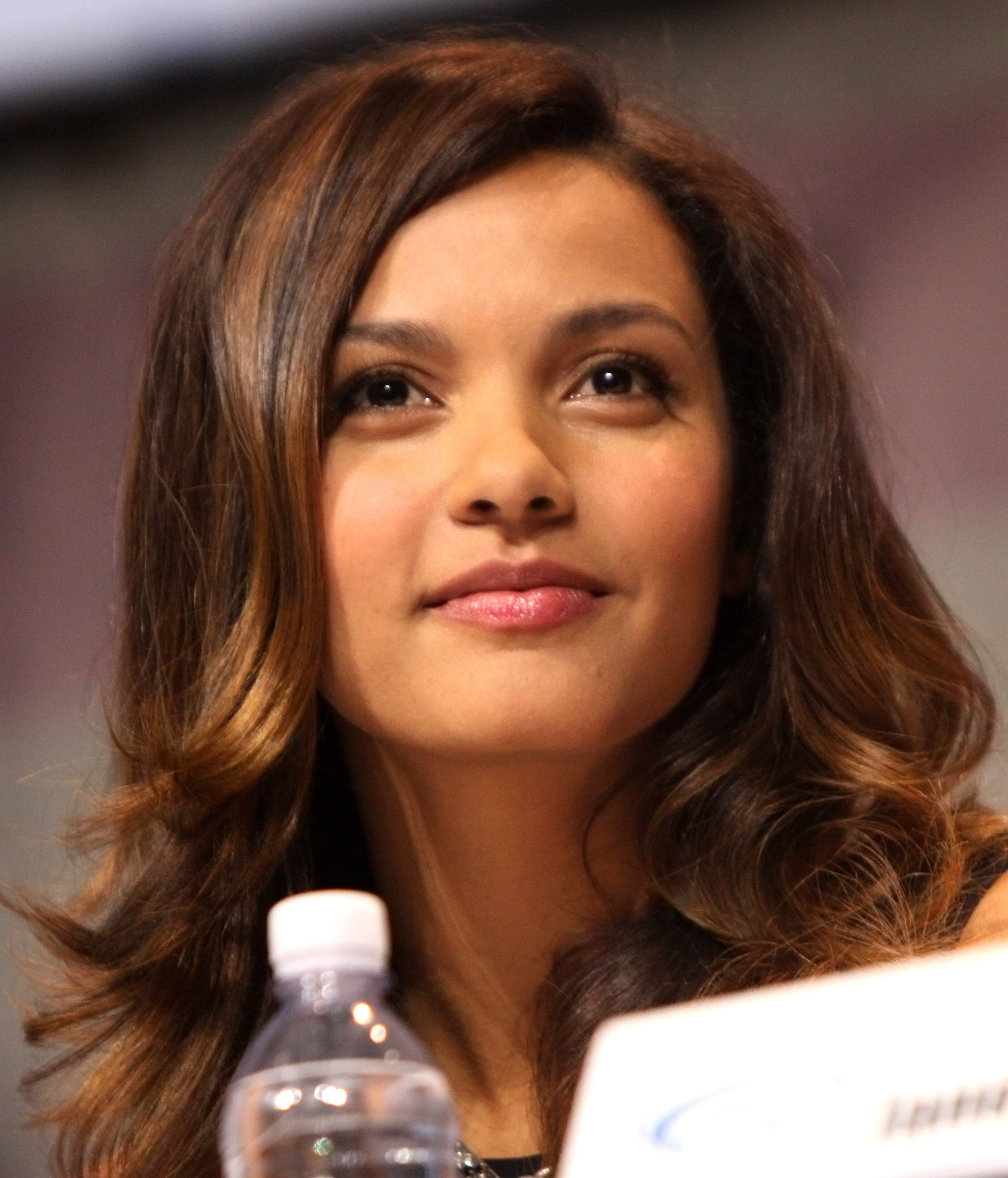
Jessica Lucas, interprète de Skye Yarrow.
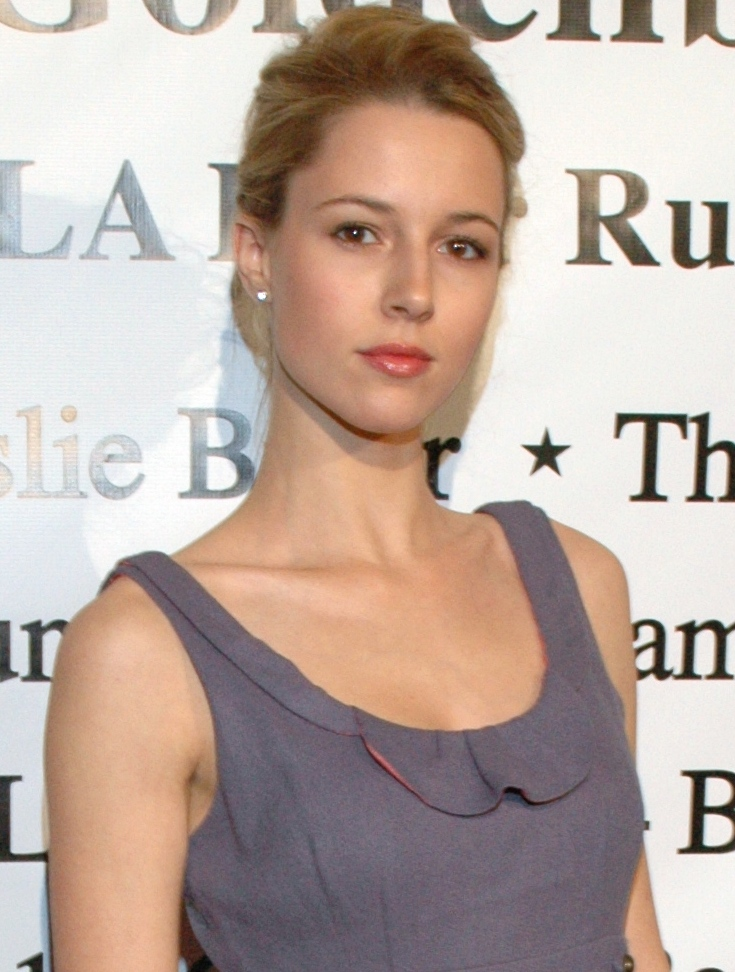
Alona Tal, interprète de Marti Gerritsen et Kelly Collins.
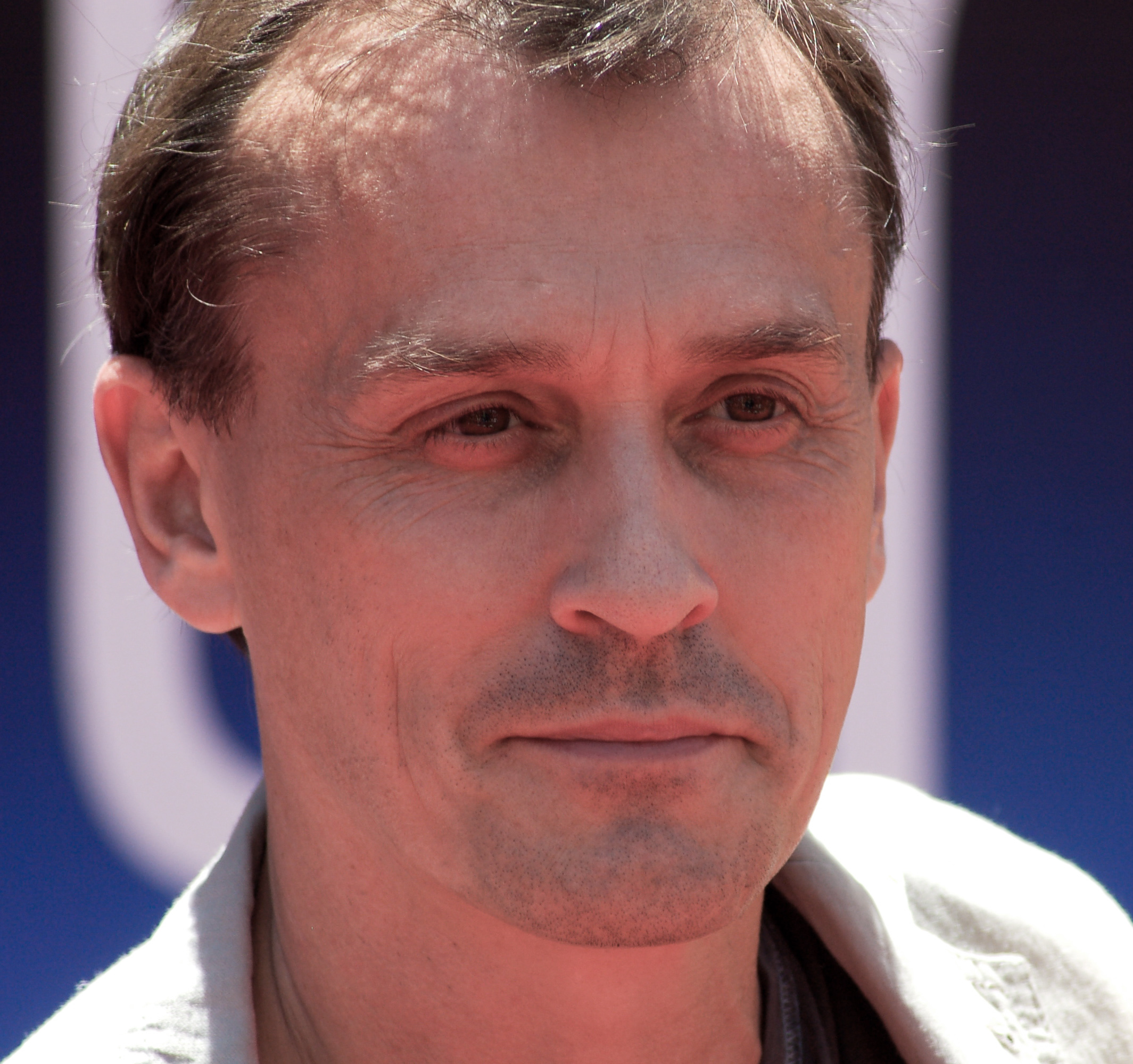
Robert Knepper, interprète de Roger Reeves et Billy Grimm.

### Acteurs récurrents
- Marie Avgeropoulos : Kirstie (10 épisodes)
- Christian Michael Cooper : Andy (8 épîsodes)
- James Pizzinato : Nate (8 épisodes)
- Jeffrey Pierce : Stuart (8 épisodes)
- Aisha Hinds : Détective Sakelik (7 épisodes)
- Kadeem Hardison : Paz/Oz (7 épisodes)
- Ben Hollingsworth : Peter Grey (7 épisodes)
- Shauna Johannesen : Meadow Roberts (6 épisodes)
- Eric Lange[5] : Cameron/Steven Rae (6 épisodes)
- Zak Santiago : Mario Zavala (5 épisodes)
- Chad Rook : Dustin Wartell (5 épisodes)
- Stacey Farber[6] : E.J. (4 épisodes)
- Andrew Leeds : Mark Segal (2 épisodes)

## Production
- Le projet de la série a été originellement conçu en août 2005[7] par Rockne S. O'Bannon pour le réseau The WB. Matthew Bomer allait jouer le rôle de Jeff Sefton, et le pilote réalisé par Yves Simoneau[8]. À la suite de la fusion de The WB et UPN en janvier 2006, le projet a été annulé[9].
- Le projet a été repris forme six ans plus tard, en janvier 2012[10] et Jason Ensler réalisera le pilote[11].
- Les rôles ont été attribués dans cet ordre : Jessica Lucas[12], Alona Tal[13], Robert Knepper[14], Matthew Davis[15] et Andrew Leeds[16].
- Le 11 mai 2012, The CW a commandé la série pour la saison 2012-2013[17] et a annoncé 6 jours plus tard lors du dévoilement de la programmation du réseau que Cult sera diffusé à la mi-saison[2].
- Le 4 décembre 2012, The CW annonce la programmation de la série pour le 19 février 2013[1].
- À cause des audiences décevantes après la diffusion du deuxième épisode, la série a été déplacée au vendredi soir à 21 h[18].
- Le 10 avril 2013, The CW retire la série de l'horaire après avoir diffusé 7 épisodes[19]. La série est annulée, mais il reste six épisodes non diffusés.
- Le 24 mai 2013, le créateur annonce sur son fil Twitter que les six derniers épisodes seront diffusés à partir du 28 juin 2013[4].

### Fiche technique
- Titre original : Cult
- Création : Rockne S. O'Bannon
- Réalisation : Jason Ensler
- Scénario : Rockne S. O'Bannon, Tim Walsh et Craig Gore
- Direction artistique :
- Décors : Ide Foyle
- Costumes :
- Photographie : Attila Szalay
- Montage : Matt Barber
- Musique : Tim Jones
- Casting : Elizabeth Barnes et Corbin Bronson
- Production : Rockne S. O'Bannon, Jason Ensler, Stephanie Savage et Josh Schwartz
- Sociétés de production : Warner Bros. Television, Fake Empire et Rockne S. O'Bannon Television
- Sociétés de distribution (télévision) : The CW (États-Unis)
- Budget :
- Pays d'origine : États-Unis
- Langue originale : anglais
- Format : couleur - 1,78:1
- Genre : Drame
- Durée : 42 minutes

### Diffusion internationale
En version originale
- États-Unis et  Canada : 19 février 2013 sur The CW / CTV Two

## Épisodes
1. You're Next
2. In the Blood
3. Being Billy
4. Get with the Program
5. The Kiss
6. The Good Fight
7. Suffer the Children
8. The Devil You Know
9. Off to See the Wizard
10. The Prophecy of St. Clare
11. Flip the Script
12. 1987
13. Executive Producer Steven Rae

## Audiences
Le pilote n'a attiré que 860 000 téléspectateurs (parts 0.3/1 parmi les 18 à 49 ans), ce qui en fait une des premières les plus basses pour le réseau, et le deuxième épisode, 820 000 téléspectateurs (parts 0.3/1 parmi les 18 à 49 ans).